# Axel von Fersen
Hans Axel von Fersen, Axel von Fersen d.y. (født 4. september 1755 i Stockholm, død 20. juni 1810 i Stockholm) var greve, riksmarskalk, En af rikets herrar, Serafimerridder, Kommandør af Sværdordenen, Generalløjtnant og ambassadør. Han var søn af Axel von Fersen d.e. og Hedvig Catharina De la Gardie. Han blev myrdet.